# Марин Василев (издател)
Марин Василев е български книгоиздател и печатар.

## Биография
Той е роден на 12 февруари 1907 г. в село Луковица, околия Царибродска. Още като много малък, заедно със своето семейство той се заселва във Варна, където баща му работи като железничар, а Марин постъпва като ученик в същия град. По-късно се местят в София, където Марин постъпва на работа в Държавната печатница и учи икономика в Средното училище за книгопечатане и графически изкуства.
Марин Василев завършва училището през 1928 година, а през 1933 се дипломира в Свободния университет в София (днес УНСС). Още през 1928 г. е назначен в Държавната печатница като словослагател, а по-късно като ръководител „Депо букви“ и началник производство на печатницата, на която длъжност е до 1948 година. През същата година е създадена Главна дирекция по полиграфия и за неин главен директор е назначен Марин Василев.
С неговото име е свързано организационното, техническото, технологичното и кадровото обновление на отрасъла. Той слага началото на техническото и технологичното обновление в полиграфията в България. Голяма заслуга има в израждането на най-голямата печатница на Балканския полуостров – Полиграфическия комбинат „Димитър Благоев“. През 1949 година Марин Василев създава и първото и единствено в България полиграфическо списание – „Полиграфия“
Той е основател на специалността „Книгознание“ и дългогодишен преподавател в Софийския университет. Автор е на научни трудове по проблемите на книгопечатането, както и на учебниците „История и техника на книгата“, „Общо и приложно книгознание“ и други.